# Бхімбер (район)
Бхімбер () є найпівденнішим районом з 10 округів залежної від Пакистану території Азад Кашмір. Має площу 1516 км², а штаб-квартира округу — місто Бхімбер.

## Історія
Ця територія багата археологічними залишками завдяки своєму стратегічному розташуванню на шляху, яким імператори Моголів йшли під час своїх частих візитів до долини Кашміру.
Це стратегічно важливо з оборонної та військової точки зору. Завдяки своєму розташуванню він став відомий як Ворота в Кашмір (Баб-е-Кашмір).
Раніше Бхімбер був техсилом округу Мірпур, але в 1996 році отримав статус округу.

## Місцезнаходження
Округ Бхімбер межує на півночі з районом Котлі, на сході з округом Раджурі та округом Джамму в індійському штаті Джамму і Кашмір, на півдні з районом Гуджрат провінції Пенджаб Пакистану, а на заході районом Мірпур. Місту Бхімбер 50 років км від міста Мірпур.

## Адміністративний поділ
Округ Бхімбер поділяється на три техсіли:
- Барнала Техсіль
- Бхімбер Техсіл
- Самахні Техсіль

## Демографія
За даними перепису населення 2017 року населення району становить 420 624 особи.
Основними рідними мовами є панджабі (за приблизними оцінками, нею розмовляє 35 % населення), пахарі-потварі (30 %), догрі (30 %) і гуджарі (5 %). Урду має офіційний статус.

## Освіта
Відповідно до Освітнього рейтингу Аліфа Айлана в Пакистані за 2015 рік, округ Бхімбер посів 10-е місце серед 145 округів Пакистану та двох залежних від нього територій за рівнем освіти. За об'єктами та інфраструктурою район посів 116 місце зі 145.

## Клімат
Південна зона дивізіону Мірпур має клімат, подібний до сусідніх районів провінції Пенджаб. Спекотні літні температури часто перевищують 45 °C з травня по вересень. Зими холодні, а опади зосереджені в сезон мусонів з кінця червня до кінця серпня. Часто буває тривалий сухий період з жовтня до початку січня, після якого йдуть зимові дощі з середини січня до березня.